# Кандийска война
Кандийската война (на италиански: Guerra di Candia), по-известна като Критската война (на гръцки: Κρητικός Πόλεμος) се разгаря между Венецианската република и Османската империя в годините от 1645 до 1669 г. за владението на остров Крит. Войната слага край на съществуването на херцогство Кандия.

## Предистория
Войната започва непосредствено след Яшкия събор, на който е осъдена дейността на Кирил Лукарис, грък родом от Крит. Островът до избухването на войната е венециански, и е люлка на гръцката култура в Средиземноморието.
Повод за войната е пленяването от йонийската ескадра на малтийския орден на османски кораб, на който са кадията на Мека, главният черен евнух на султанския харем Зюмбюл ага и 30 наложници от султанския харем. Пленниците били отведени и изоставени на самотен плаж на южния бряг на Крит, който е под властта на Венеция. Според легендата, като научил за това султан Ибрахим I побеснял и наредил да екзекутират всички християни в империята, но след като се успокоил отменил разпореждането си. В крайна сметка случката се оказва casus belli.

## Ход на военните действия
Военните действия се свеждат до обсада на Кандия (1648 – 1669), която продължава 21 години и влиза във военната история като най-продължителната дотогава обсада.
Османският успех във войната се дължи най-вече на приноса на първия велик везир от фамилията Кьопрюлю Фазъл Ахмед паша.